# Eresus cinnaberinus
Eresus cinnaberinus (Eresus niger) este o specie de păianjeni araneomorfi din familia Eresidae. Datorită colorației sale în unele țări este supranumit păianjen buburuză. Poziția taxonomică este neclară, unii autori divizează reprezentanții în 3 specii distincte: E. kollari, E. sandaliatus și E. moravicus.

## Descriere
Dimorfismul sexual se manifestă prin dimensiuni și colorație. Femele cresc până la 20 mm și sunt negri cu fire albe, uneori partea anterioară a prosomei și chelicerele sunt galbene. Masculii au doar 11 mm în lungime. Prosoma masculilor este neagră cu peri albi. Opistosoma e roșie cu patru pete circulare negre, uneori, cu margini albe. Picioarele sunt negri cu inele albe la articulații și peri roși pe perechile III și IV. Până la năpârlirea finală, în timpul maturizării, masculii nu se deosebesc prin colorit de femele.

## Ecologie
Locuiesc în tuburi subterane de 10 cm lungime și 1 cm diametru cu intrarea căptușită cu mătase. Se hrănește cu diverse miriapode și insecte. Densitatea tuburilor de păianjeni ajunge până la 10 pe m2, formând „colonii”.

## Reproducere
Primăvara sau toamna masculu părăsește tubul său și pleacă în căutarea femelei. După împerechere, femele nu-și mănâncă masculul ci trăiesc împreună. Coconul cu ouă este ținut la suprafața solului în timpul zilei pentru încălzire, noapte este ascuns în tub. Juvenilii eclozați rămână în tubul matern până la a șasea năpârlire. În caz de moarte femelei, ea este consumată de păianjenii tineri.

## Răspândire
Este larg răspândită din Europa până în Asia Mijlocie.